# Volta a la Gran Bretanya 2017
La Volta a la Gran Bretanya 2017, 14a edició del Volta a la Gran Bretanya, es disputa entre el 3 i el 10 de setembre de 2017 sobre un recorregut de 1.311,8 km repartits amb vuit etapes. L'inici de la cursa fou a Edimburg, mentre que el final va ser a Cardiff. La cursa formava part del calendari de l'UCI Europa Tour 2017, amb una categoria 2.HC.
El guanyador final en fou el neerlandès Lars Boom (Lotto NL-Jumbo), que s'imposa per només vuit segons al noruec Edvald Boasson Hagen (Dimension Data) i per deu a Lars Boom (BMC Racing Team).

## Equips
| WorldTeams (10)- BMC Racing Team - Cannondale-Drapac - Lotto-Soudal - Sky - Lotto NL-Jumbo - Movistar Team - Orica-Scott - Quick-Step Floors - Dimension Data - Katusha-Alpecin Equips continentals professionals (3)- Bardiani CSF - Wanty-Groupe Gobert - CCC Sprandi Polkowice Equips continentals (6)- An Post-ChainReaction - Bike Channel-Canyon - Cylance - JLT Condor - Madison Genesis - ONE Pro Cycling Equip nacional- Gran Bretanya |
| |

## Etapes
| Etapa    | Data      | Ciutats d'etapa              | type                      | Distància (km) | Vencedor de l'etapa     | Líder de la general |
| -------- | --------- | ---------------------------- | ------------------------- | -------------- | ----------------------- | ------------------- |
| 1a etapa | 3 de set  | Edimburg – Kelso             | etapa accidentada         | 190,1          | Caleb Ewan              | Caleb Ewan          |
| 2a etapa | 4 de set  | Kielder Water – Blyth        | etapa accidentada         | 211,7          | Elia Viviani            | Elia Viviani        |
| 3a etapa | 5 de set  | Normanby Hall – Scunthorpe   | etapa plana               | 176,9          | Caleb Ewan              | Caleb Ewan          |
| 4a etapa | 6 de set  | Mansfield – Newark-on-Trent  | etapa plana               | 164,7          | Fernando Gaviria Rendón | Elia Viviani        |
| 5a etapa | 7 de set  | Tendring – Tendring          | contrarellotge individual | 16,2           | Lars Boom               | Lars Boom           |
| 6a etapa | 8 de set  | Newmarket – Aldeburgh        | etapa plana               | 186,9          | Caleb Ewan              | Lars Boom           |
| 7a etapa | 9 de set  | Hemel Hempstead – Cheltenham | etapa accidentada         | 185,1          | Dylan Groenewegen       | Lars Boom           |
| 8a etapa | 10 de set | Worcester – Cardiff          | etapa accidentada         | 180,2          | Edvald Boasson Hagen    | Lars Boom           |

## Classificació final
|    | Rider                      | Team                 | Time        |
| -- | -------------------------- | -------------------- | ----------- |
| 1  | Lars Boom (NED)            | Team LottoNL-Jumbo   | 30h 56' 24" |
| 2  | Edvald Boasson Hagen (NOR) | Dimension Data       | + 08"       |
| 3  | Stefan Küng (SUI)          | BMC Racing Team      | + 10"       |
| 4  | Victor Campenaerts (BEL)   | Team LottoNL-Jumbo   | + 13"       |
| 5  | Michał Kwiatkowski (POL)   | Team Sky             | + 18"       |
| 6  | Jos van Emden (NED)        | Team LottoNL-Jumbo   | m.t.        |
| 7  | Geraint Thomas (GBR)       | Team Sky             | + 24"       |
| 8  | Tony Martin (GER)          | Team Katusha-Alpecin | + 25"       |
| 9  | Owain Doull (GBR)          | Team Sky             | + 33"       |
| 10 | Ryan Mullen (IRL)          | Cannondale-Drapac    | + 38"       |